# Божи (Шер)
Божи́ (фр. Baugy) — коммуна во Франции, находится в регионе Центр. Департамент — Шер. Главный город кантона Божи. Округ коммуны — Бурж.
Код INSEE коммуны — 18023.

## География
Коммуна расположена приблизительно в 200 км к югу от Парижа, в 110 км юго-восточнее Орлеана, в 26 км к востоку от Буржа.
По территории коммуны протекают две реки: Йевр и Бондон.

## Население
Население коммуны на 2008 год составляло 1321 человек.
| 1962 | 1968 | 1975 | 1982 | 1990 | 1999 | 2008 |
| ---- | ---- | ---- | ---- | ---- | ---- | ---- |
| 1103 | 1116 | 1106 | 1144 | 1159 | 1146 | 1321 |

## Экономика
В 2007 году среди 769 человек в трудоспособном возрасте (15—64 лет) 584 были экономически активными, 185 — неактивными (показатель активности — 75,9 %, в 1999 году было 72,2 %). Из 584 активных работали 514 человек (274 мужчины и 240 женщин), безработных было 70 (32 мужчины и 38 женщин). Среди 185 неактивных 49 человек были учениками или студентами, 80 — пенсионерами, 56 были неактивными по другим причинам.

## Достопримечательности
- Приходская церковь Сен-Мартен (XII век).
  - Каменная надгробная стела галло-римского периода с изображением лесоруба. Высота — 55 см. Исторический памятник с 1978 года.[3]
  - Надгробие на могиле Катрины де ла Марш (1538 год). Исторический памятник с 1892 года.[4]
  - Надгробие на могиле Робера де Бара (1498 год). Исторический памятник с 1892 года.[5]
  - Запрестольный образ «Семья Богородицы» (XV век). Размеры — 110×200 см, камень. Исторический памятник с 1913 года.[6]
  - Запрестольный образ «Видение Христа Св. Иерониму в пустыне, Распятие с Богородицей, Св. Иоанн и Мария Магдалина» (XVI век). Исторический памятник с 1934 года.[7]
  - Мемориальная доска в память Жанны Куижан, жены Жака де Бара (XV век). Исторический памятник с 1892 года.[8]
- Феодальный мотт.

## Фотогалерея

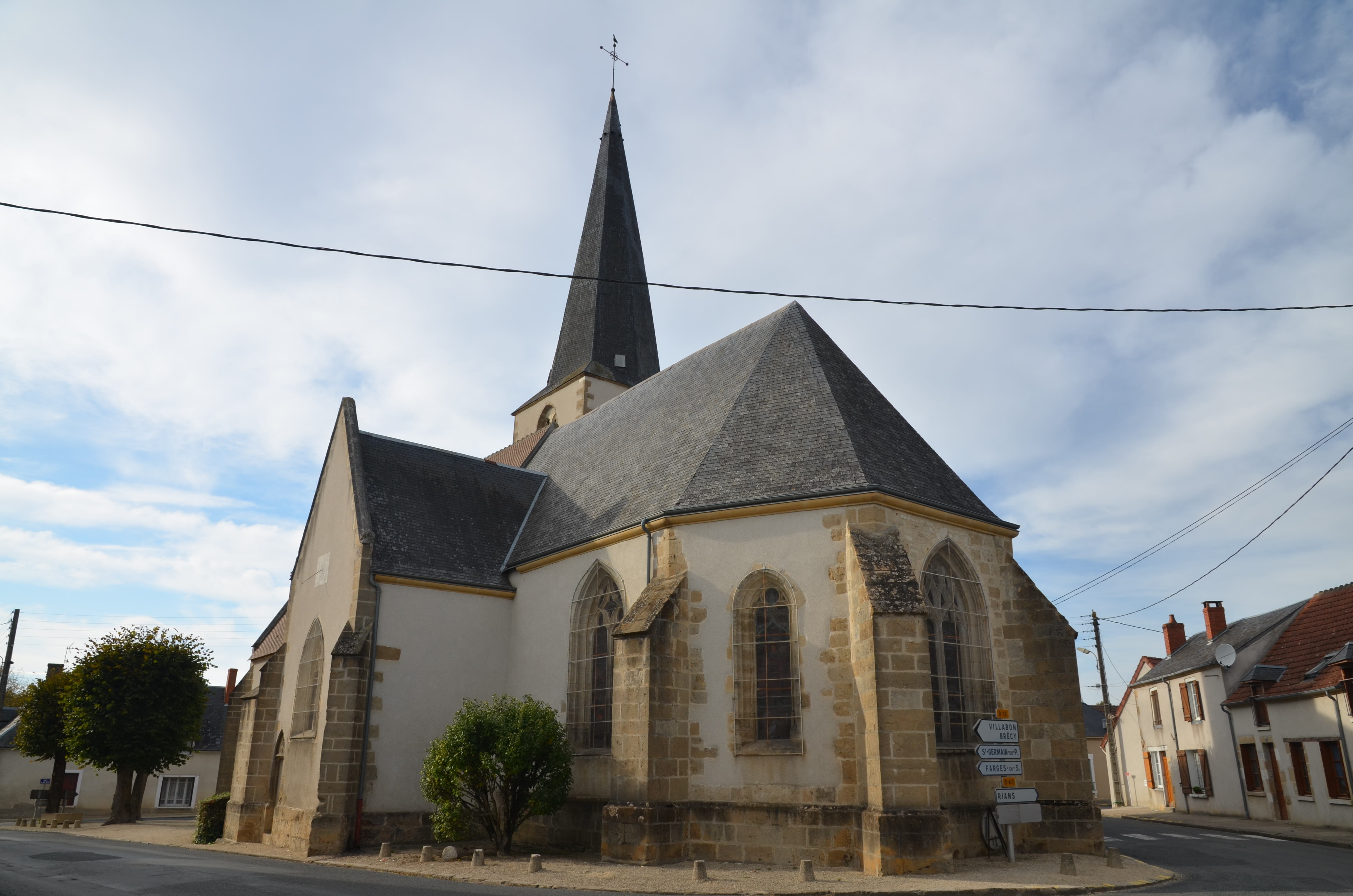
Церковь Сен-Мартен
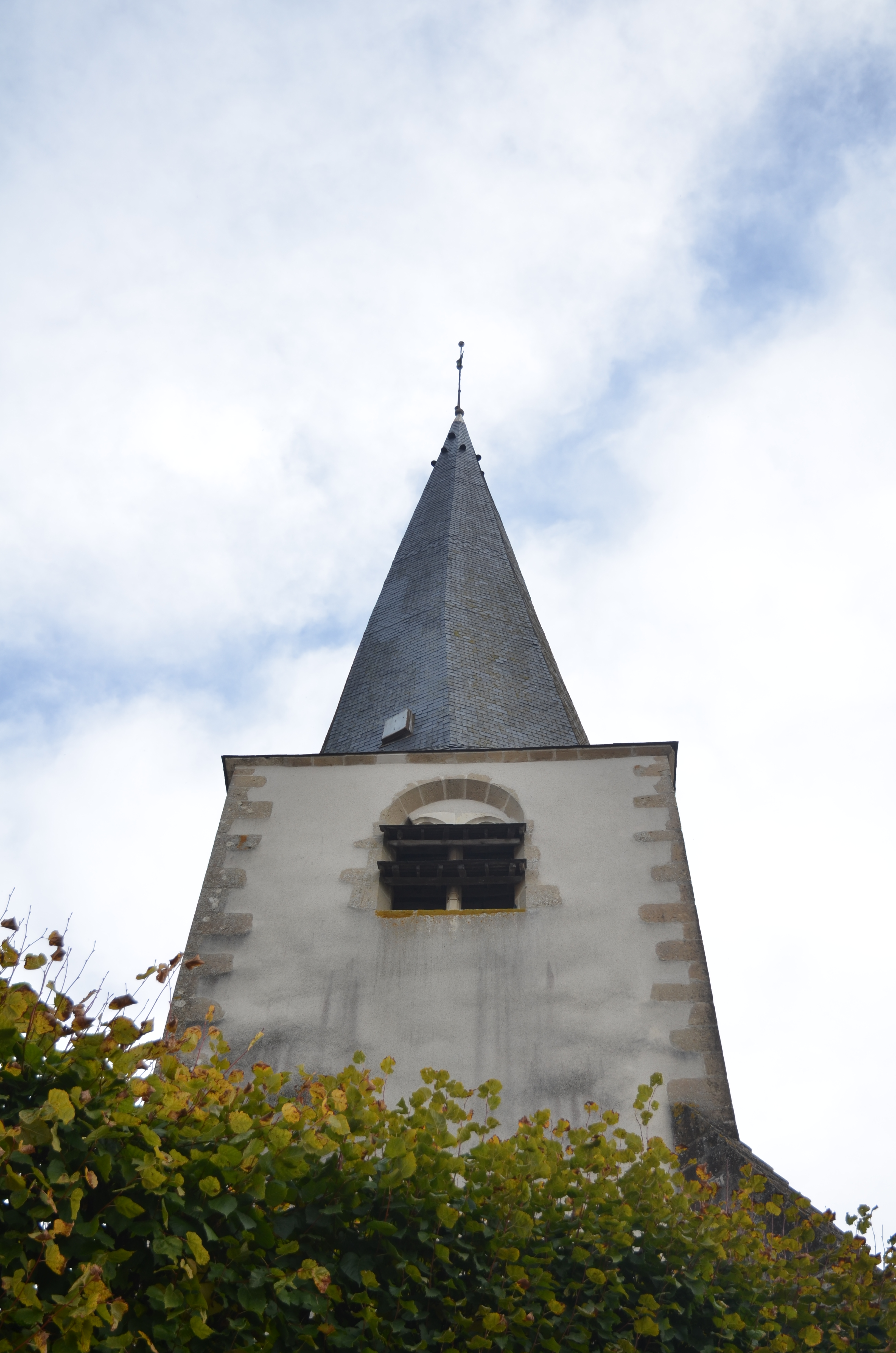
Колокольня церкви Сен-Мартен
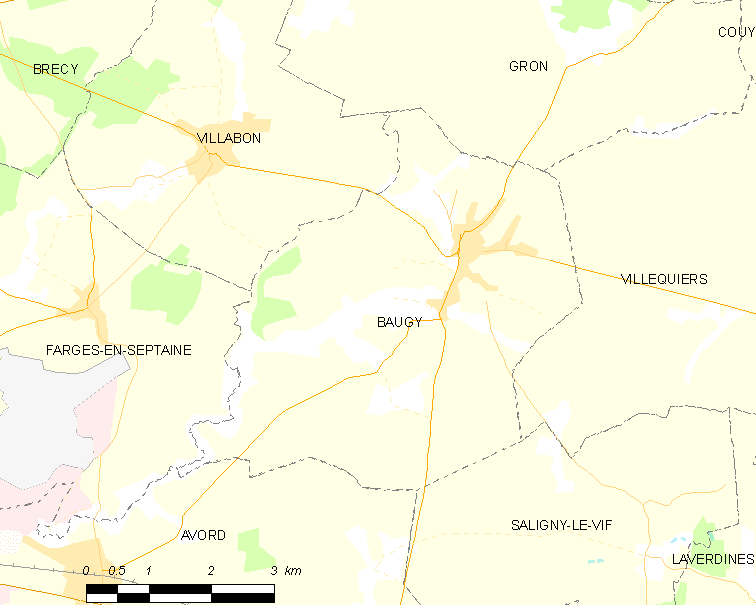
Карта коммуны